# 윤춘년
윤춘년(尹春年, 1514년∼1567년 10월 5일)은 조선 중기의 문신으로 본관은 파평(坡平). 자는 언구(彦久), 호는 학음(學音)·창주(滄洲). 계겸(繼謙)의 증손으로, 할아버지는 임(琳)이고, 아버지는 이조참판 윤안인(尹安仁)이며, 어머니는 장여관(鄭汝寬)의 딸이다.
윤원형, 윤원로, 윤원형의 친족이다. 그는 청백리에 녹선되었으며, 평소 김시습, 유응부를 높이 평가하여 공자와 같다는 평을 남겼다. 그는 김시습, 유응부의 금오신화를 필사했는데 그의 필사본이 일본으로도 전해졌다.

## 생애
1534년(중종 29) 생원이 되고, 1543년 식년문과에 갑과로 급제하였다. 이후 문한직(文翰職)을 역임하다가 1545년(명종 즉위년) 을사사화가 일어나자 친족인 소윤 윤원형(尹元衡)에게 아부하여 대윤일파의 제거에 앞장섰고, 다음해에는 병조좌랑이 되어 윤원로(尹元老) 제거에 크게 노력하였다.
이를 계기로 윤원형의 총애를 받게 되었고 이후 급속히 출세하게 되었는데, 이조정랑·장령·교리 등을 거쳐 1553년 대사간에 발탁되었다. 2년 뒤 부제학을 거쳐 대사헌이 되었으나 윤원형의 서얼허통론(庶孼許通論)을 공박하지 못하여 많은 비난을 받았다.
1558년 동지 겸 주청사(冬至兼奏請使)로 명나라에 다녀왔고 이어서 이조판서가 되었다. 1565년 예조판서로 있을 때 윤원형이 제거되자 파직당하고 향리에 은거하였다. 성격이 경박하고 자부심이 강하여 일찍부터 대학자로 자처하는 등 공명심은 많았으나, 주색을 즐기지 않고 비교적 청렴·결백하였다고 하며 청백리로 뽑히기도 하였다.
윤춘년은 김시습, 유응부의 절개를 높이 평가하였다. 명종실록을 적은 사관은 이를 비꼬아 '요사하고 허탄하고 속된 전설 같은 것을 말하기 좋아하였으며, 김시습(金時習),유응부(兪應孚)을 추존하여 공자(孔子)에 비유하기도 하였다.'는 악평을 남기기도 했다. 그는 불교사상과 노장 사상에도 관심을 두어, 당시 조선 주류 사상인 주자성리학의 학문만이 진리라며 집착하지는 않았다.

## 금오신화
《금오신화》는 일본에서 전해오던 목판본을 최남선(崔南善)이 발견하여 1927년 잡지 《계명》 19호에 소개를 하였다. 이 목판본은 1884년 동경에서 간행된 것으로 상하 두 권으로 되어 있다. 1999년 9월에는 16세기 경 조선 중기의 문신 윤춘년 이 필사한 필사본이 발견되기도 했다.한국 최초의 한문소설로 꼽히는 김시습, 유응부의 ‘금오신화(金鰲新話)’가 일본을 거쳐 중국에 들어가 각색돼 출판된 것으로 밝혀졌다.
‘금오신화’ 중국어 각색본은 19세기 초반 일본에 유학한 중국인 윤온청(尹蘊淸)이 1914년 간행한 ‘동해유문(東海遺聞)’에 수록한 것으로 ‘금오신화’ 단편 5편 가운데 ‘이생규장전’을 각색한 ‘이생(李生)’과 ‘만복사저포기’를 손질한 ‘양생(梁生)’ 2편이 소개돼 있다.
윤온청의 각색본을 원전과 비교한 결과 대략적인 줄거리는 같으나 원문 내용이 대폭 삭제됐고 중국인들을 염두에 둔 부가설명이 들어 있는 점이 다르다. ‘금오신화’는 일본에서 인기가 많아 여러 차례 일본어 인쇄본이 간행되기도 하였다.

## 같이 보기
- 《금오신화》
- 《설공찬전》
- 《홍길동전》

## 미디어에서
```
* 
여인천하
 - 
정한헌
```

## 참고 자료
- 「국어교육 100년사」, 부록 한국소설 금오신화, 윤여탁 저, 서울대학교출판부(2006년, 460~461p)
- 이 문서에는 다음커뮤니케이션(현 카카오)에서 GFDL 또는 CC-SA 라이선스로 배포한 글로벌 세계대백과사전의 내용을 기초로 작성된 글이 포함되어 있습니다.